# ヨハン・テッツェル

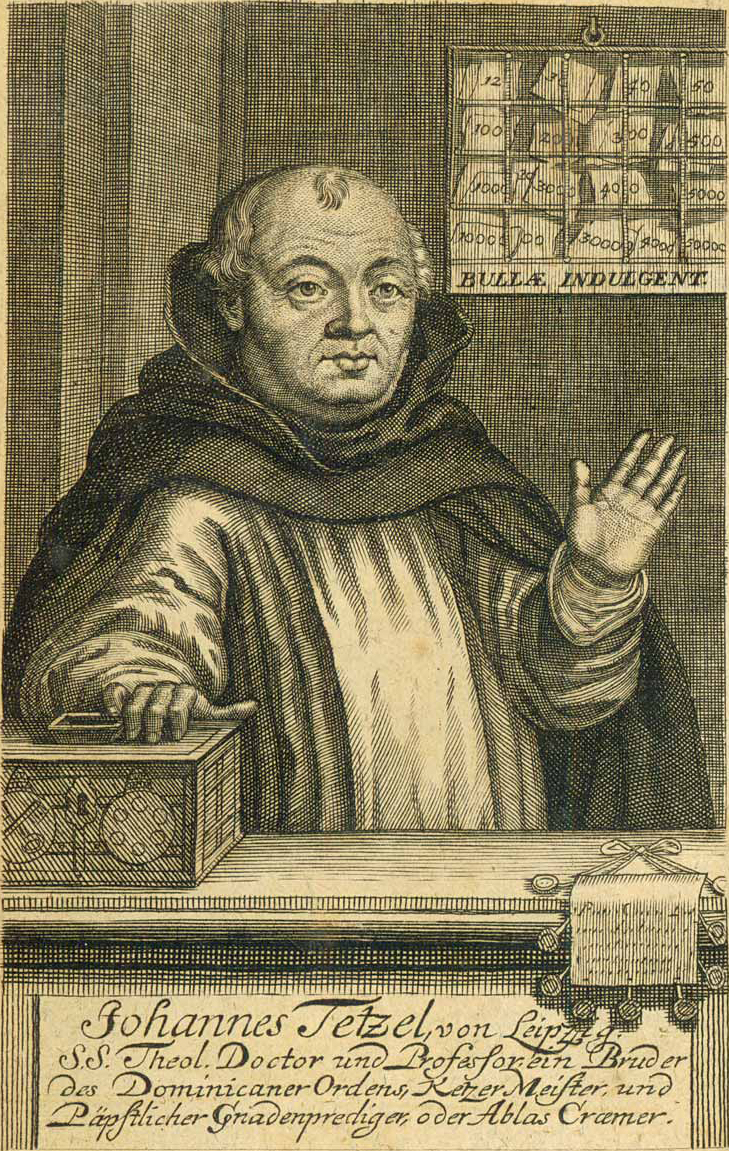
ヨハン・テッツェル（1465 - 1519年）

ヨハン・テッツェル（ドイツ語: Johann Tetzel、Johann Tezelとも、 1465年 - 1519年8月11日）は、ドミニコ会の修道士で、16世紀前半にドイツで免罪符を配布・販売した中心人物の一人として知られている。

## 概要
ヨハン・テッツェルはドイツ・ザクセン公国で1465年に生まれ、1519年8月11日ライプツィヒで亡くなっている。彼はおそらくライプツィヒで修道士となり、1509年にはポーランドへ移り、後にザクセン公国へ戻っている。
彼を歴史に登場させたのは、マインツでブランデンブルクのアルバート（Albert of Brandenburg）枢機卿のために、免罪符配布／販売の中心人物の一人となり、後にマルティン・ルターのプロテスタント宗教改革の契機（1517年）のひとつとなったといわれている。

## テッツェルの売り口上
ヨハン・テッツェルが配布した免罪符は、富裕な市民へは6グルデン、その他の一般市民へは1グルデンで、村に住む人々へは1/2グルデンとか、1/4グルデンとか伝えられている。彼の売り口上がいろいろと引用されて有名になっているが、それは韻を踏んだ対句のドイツ語で
So bald der Gülden im Becken klingt,
 
Im huy die Seel im Himmel springt.
であったとか、これを英語では
As soon as a coin in the coffin rings,

The soul from purgatory springs.
とか、日本語では
グルデン金貨が、お棺でチリンと鳴れば、

魂は地獄から（天国へ）、ポチンと飛び上がる。
などとなるが、彼はうやうやしくラテン語でいったのか、韻を踏んだ対句だったのか、果たしてこうしたことを実際にいったかは分っていない。